# Kylar Broadus
Kylar William Broadus est un avocat américain, entrepreneur et militant en faveur des personnes trans. Il a fondé la Trans People of Color Coalition en 2010. En 2012, il devient la première personne trans à témoigner devant le Sénat des États-Unis dans le cadre de l'adoption du Employment Non-Discrimination Act (en). Il a été professeur de droit des affaires et de discrimination au travail à Lincoln University (Missouri) (en), une université historiquement noire.

## Biographie
Broadus est né le 28 août 1963 à Fayette, Missouri. Ses parents, Fannie et William, sont tous deux enfants d'esclaves qui ont souffert sous les lois Jim Crow dans le Missouri. Il a passé la majeure partie de sa vie près de Columbia dans le Missouri. Kylar Broadus est diplômé de l'école secondaire Fayette et a obtenu un baccalauréat ès sciences en administration des affaires à la Central Methodist University.

## Carrière
Broadus, qui travaille pour une grande institution financière au début des années 1990, annonce en 1995 entamer une transition de genre. En conséquence, Broadus subit un congédiement déguisé en 1997 après avoir été victime de harcèlement et de discrimination au travail. Il se trouve au chômage pendant un an et souffre de troubles de stress post-traumatique à cause du harcèlement.
Pendant dix-huit ans, Broadus a travaillé dans un cabinet de droit privé à Columbia, Missouri, où il a représenté des clients LGBT en droit familial et pénal. Il a enseigné, pendant près de vingt ans, le droit des affaires et la discrimination au travail à l'Université Lincoln, où il est président du département des affaires. Broadus siège au National LGBTQ Task Force en tant que conseiller principal en matière de politique publique. Il est le directeur du Transgender Civil Rights Project. Broadus est aussi directeur législatif de l'État et avocat de la Human Rights Campaign.
De 2007 à 2010, il est président du conseil d'administration de la National Black Justice Coalition (en). En 2010, Broadus fonde Trans People of Color Coalition. En 2012, Broadus est l'un des treize délégués transgenres à la Convention nationale démocrate. Cette année-là, il devient la première personne ouvertement transgenre à témoigner devant le Sénat des États-Unis lorsqu'il exprime son soutien à l'Employment Non-Discrimination Act,,. Il est interviewé dans The Book of Pride (en)
Il est présent aux côtés du président Obama lors de la signature d'un décret exécutif de 2014 concernant d'autres amendements au décret exécutif 11478, sur l'égalité des chances en matière d'emploi dans le gouvernement fédéral, et au décret exécutif 11246 sur l'Égalité des chances en matière d'emploi, afin de protéger les employés LGBT de la discrimination sur le lieu de travail.
En 2019, il reçoit le Trans Trailblazer Award du LGBT Bar Association de Los Angeles.

## Vie privée
Broadus fait d'abord un coming out lesbien avant de comprendre qu'il est un homme trans. Il déménage à Washington, DC en 2013.